# Casa de Luxemburgo
La Casa de Luxemburgo (en luxemburgués: D'Lëtzebuerger Haus; en francés: Maison de Luxembourg; en alemán: Haus Luxemburg) fue una familia real de origen lotaringio vinculada al Sacro Imperio Romano Germánico durante la Baja Edad Media. Sus miembros gobernaron el Sacro Imperio entre 1308 y 1437 como reyes de romanos y emperadores del Sacro Imperio, así como reyes de Bohemia (Čeští králové, König von Böhmen) y de Hungría. Su reinado imperial fue interrumpido dos veces por la Casa de Wittelsbach, una dinastía rival.  
La línea principal de la Casa de Luxemburgo se extinguió en 1437 a la muerte del emperador Segismundo de Luxemburgo. Sus posesiones de Bohemia fueron heredadas por su hermana Isabel de Luxemburgo, cuyos descendientes pertenecían a la Casa de Habsburgo, que desciende por vía materna de la Casa de Luxemburgo.

## Historia
La Casa de Luxemburgo era inicialmente una rama cadete de la Casa Ducal de Limburgo-Arlon, que a su vez era una rama cadete de la Casa Mayor de Luxemburgo, conocida como la Casa de Ardennes-Verdun durante el antiguo Reino de Lotaringia.
En 1247, Enrique V, hijo menor del duque Waleran III de Limburgo, heredó el condado de Luxemburgo a la muerte de su madre, la condesa Ermesinda, heredera de la Casa de Namur. El padre de Ermesinda, el conde Enrique IV de Luxemburgo, estaba relacionado por vía materna con la dinastía de Ardennes-Verdun (también llamada Casa Mayor de Luxemburgo), que había gobernado el condado desde finales del siglo X.
El nieto del conde Enrique V, Enrique VII de Luxemburgo, heredó el condado en 1288 a la muerte de su padre Enrique VI en la batalla de Worringen. Hábil político, Enrique VII fue elegido rey de romanos en 1308. La elección se produjo después del asesinato del rey de romanos Alberto I de Habsburgo. Enrique VII, respaldado por su hermano, el arzobispo elector Balduino de Tréveris, prevaleció en al elección de 1308 contra Carlos, conde de Valois. 
A fin de afianzar la posición de su familia dentro del Sacro Imperio Romano, en 1310 Enrique casó a su primogénito Juan con la heredera del Reino de Bohemia, Isabel I Přemyslid. A raíz de este matrimonio, la Casa de Luxemburgo adquirió el Reino de Bohemia, lo que permitió a esa familia competir más eficazmente por el poder dentro del Imperio con las dinastías de los Habsburgo y de los Wittelsbach. En 1313, un año después de ser coronado emperador del Sacro Imperio Romano Germánico en Roma, Enrique VII murió durante una campaña militar en Italia.
Los príncipes electores, preocupados por el ascenso de los Luxemburgo, que controlaban Bohemia, el territorio más rico del Imperio, ignoraron los intentos del heredero de Enrique VIII, su hijo Juan I de Bohemia, y eligieron rey de romanos al duque de Wittelsbach, Luis de Baviera. Juan se concentró entonces en asegurarse el control de Bohemia, y gradualmente vasalizó a los duques Piastas de la vecina Silesia en una serie de campañas entre 1327 y 1335. En 1336, su hijo Carlos IV subió al trono imperial. Su Bula de Oro de 1356 se convirtió de facto en la Constitución del Sacro Imperio. Carlos no solo adquirió los ducados de Brabante y Limburgo en el oeste de Alemania, sino también la antigua Marca de Lusacia e incluso el Margraviato de Brandeburgo, que absorbió en 1373 dentro del Reino de Bohemia.
El declive de la familia comenzó con el hijo de Carlos, el rey Wenceslao IV. Enfrentado a la nobleza en Bohemia y el resto del Imperio, fue depuesto por los príncipes electores en 1400 a favor del elector palatino de Roberto de Wittelsbach. En 1410, el hermano de Wenceslao, Segismundo, usurpó el gobierno de Bohemia de las manos de su hermano. Mucho más capaz que Wenceslao, Segismundo estabilizó el dominio de los Luxemburgo, fue elegido sacro emperador, se enfrentó a los husitas en Bohemia, e incluso contribuyó a poner fin al Cisma de Occidente en 1417. Sin embargo, con su muerte en 1437, la rama principal de la dinastía se extinguió. Los dominios dinásticos de la casa de Luxemburgo pasaron entonces al yerno de Segismundo, el archiduque de Austria, Alberto V de Habsburgo, que estaba casado con la heredera del mismo, su hija Isabel de Luxemburgo. Los Habsburgo consiguieron así heredar las posesiones de la Casa de Luxemburgo, y gobernaron el Imperio hasta la extinción de la dinastía tras la muerte de María Teresa de Austria en 1780.

## Miembros destacados
Sus miembros más destacados fueron:
- Enrique V, llamado el Rubio (1216-1281), conde de Arlon, Luxemburgo, Namur y Laroche.
- Enrique VI (1250-1288), muerto en la batalla de Worringen.
- Enrique VII (1275-1313), emperador del Sacro Imperio Romano Germánico.
- Juan I (1296-1346), hijo del anterior. Rey de Bohemia.
- Carlos IV (1316-1378), hijo del anterior. Emperador del Sacro Imperio Romano Germánico, rey de Bohemia.
- Wenceslao IV (1361-1419), hijo del anterior. Rey de Bohemia, rey de romanos.
- Segismundo I (1368-1437), hermano del anterior. Emperador del Sacro Imperio Romano Germánico, rey de Bohemia y Hungría.
- Isabel de Luxemburgo, hija del anterior. Emperatriz consorte y reina de Hungría y Bohemia, esposa de Alberto V de Austria.